# Meoneura wirthi
Meoneura wirthi är en tvåvingeart som beskrevs av Curtis W. Sabrosky 1959. Meoneura wirthi ingår i släktet Meoneura och familjen kadaverflugor. Inga underarter finns listade i Catalogue of Life.